# Asignatura pendiente
Pour les articles homonymes, voir Unfinished Business.
Asignatura pendiente (littéralement en français « Affaire en suspens ») est un film espagnol réalisé par José Luis Garci et sorti en 1977.

## Synopsis
Un avocat du travail et une mère au foyer, fiancés au moment de leur adolescence, se retrouvent après s'être perdus de vue durant une longue période… Ils sont, à présent, mariés et ont, chacun de leur côté, fondé une famille. Leur amour réciproque refait pourtant surface et les conduit à l'adultère…

## Fiche technique
- Titre original : Asignatura pendiente
- Réalisation : José Luis Garci
- Scénario : J. L. Garci, José María González Sinde (es)
- Photographie : Manuel Rojas
- Format : Eastmancolor, 35 mm
- Musique : Jesús Gluck
- Montage : Miguel González
- Décors : José Martin
- Costumes : Paquita Pons
- Production : José María Sinde, José Luis Tafur P. C.
- Pays de production :  Espagne
- Langue originale : espagnol
- Durée : 109 minutes
- Sortie : 
  - Espagne : 18 avril 1977 à Madrid

## Distribution
- José Sacristán : José
- Fiorella Faltoyano (es) : Elena
- Antonio Gamero : Antonio
- Silvia Tortosa : Ana
- Héctor Alterio
- Simón Andreu : Paco
- María Casanova : Pili

## Commentaire
La génération de José Luis Garci se « vit reflétée dans cette histoire, qui se déroule durant les premiers mois de la Transition. L'esprit de l'époque souffle dans ce film que le temps transforma en un monumental document historique » sur l'Espagne contemporaine. Asignatura pendiente, premier long métrage du réalisateur, fut son plus grand succès commercial : plus de 227 millions de pesetas et, fin 1984, la 13e plus grosse recette du cinéma espagnol.
José Luis Garci « avait su exprimer à la fois l'amertume de tous les Espagnols qui découvraient que la dictature leur avait volé les meilleures années de leur jeunesse, et leur désir de rattraper le temps perdu. » Le film propose également une réflexion sur l'amour et le couple dans une vie bourgeoise trop bien ordonnée. « Garci invoque la théorie selon laquelle la routine et les habitudes tuent la passion, même celle des amours interdites. »